# Lubuk Belimbing II
Lubuk Belimbing II is een bestuurslaag in het regentschap Rejang Lebong van de provincie Bengkulu, Indonesië. Lubuk Belimbing II telt 1573 inwoners (volkstelling 2010).